# Mistaken Identity (Kim Carnes)
Mistaken Identity è il sesto album discografico in studio della cantante Kim Carnes, pubblicato nel 1981.

## Tracce
1. Bette Davis Eyes – 3:47 (Donna Weiss, Jackie DeShannon)
2. Hit and Run – 3:17 (Donna Weiss, Jackie DeShannon)
3. Mistaken Identity – 4:49 (Kim Carnes)
4. When I'm Away from You – 3:36 (Frankie Miller)
5. Draw of the Cards – 4:54 (Dave Ellingson, Bill Cuomo, Val Garay)
6. Break the Rules Tonite (Out of School) – 3:17 (Kim Carnes, Dave Ellingson, Wendy Waldman)
7. Still Hold On – 4:39 (Kim Carnes, Eric Kaz, Dave Ellingson, Wendy Waldman)
8. Don't Call It Love – 3:09 (Tom Snow, Dean Pitchford)
9. Miss You Tonite – 5:09 (Kim Carnes)
10. My Old Pals – 3:19 (Richard Stekol)

## Classifiche

### Classifiche settimanali
| Classifica (1981) | Posizione massima |
| ----------------- | ----------------- |
| Australia         | 2                 |
| Canada            | 4                 |
| Finlandia         | 6                 |
| Francia           | 1                 |
| Germania          | 3                 |
| Italia            | 6                 |
| Norvegia          | 1                 |
| Nuova Zelanda     | 1                 |
| Paesi Bassi       | 36                |
| Regno Unito       | 26                |
| Stati Uniti       | 1                 |
| Svezia            | 4                 |
| Svizzera          | 4                 |

### Classifiche di fine anno
| Classifica (1981) | Posizione |
| ----------------- | --------- |
| Australia         | 26        |
| Canada            | 27        |
| Francia           | 31        |
| Germania          | 40        |
| Italia            | 29        |
| Nuova Zelanda     | 18        |
| Stati Uniti       | 15        |